# AIRMET
Les AIRMET (de l'anglais AIRman's METeorological Information) sont des bulletins météorologiques envoyés afin de modifier une prévision de zone pour l'aviation. Ils sont émis, par le centre météorologique responsable du secteur touché, uniquement s'il y a des conditions potentiellement dangereuses en dessous de 24 000 pieds (8 000 mètres) non décrites dans la prévision de zone valide mais qui ne nécessitent pas l'envoi d'un SIGMET. L'Airmet est en vigueur jusqu'à ce qu'il soit mis à jour ou annulé, ou jusqu'à l'émission de la prochaine prévision de zone. 

## Critères
Lorsqu'il y a développement ou dissipation des conditions météorologiques suivantes qui ne sont pas prévus dans la prévision de zone, on émet un AIRMET :  
- conditions de vol aux instruments : nuages fragmentés ou ciel couvert à moins de 1 000 pieds (300 m) au-dessus du sol et/ou visibilité inférieure à 3 milles terrestres (4 800 m) ;
- pluie ou bruine verglaçante légère ne nécessitant pas un SIGMET ;
- givrage modéré non associé à des nuages convectifs ;
- turbulence modérée non associée à des nuages convectifs ;
- orages isolés ;
- vitesse moyenne du vent en surface, sur une grande étendue, augmente à 20 nœuds ou plus, ou les rafales augmentent jusqu'à 30 nœuds ou plus, alors qu'on prévoyait au départ des vents plus faibles ;
- différence de plus 60° entre la direction prévue et observée du vent.

## Rédaction
Les bulletins AIRMET sont rédigés en anglais abrégé utilisant les abréviations météorologiques standard similaire à ceux des METAR. Ils sont numérotés séquentiellement au cours d'une journée de façon à pouvoir en tenir une liste. La séquence reprend le jour suivant.
Exemple de message AIRMET :
```
WACN31 CWEG 311950
AIRMET A1 ISSUED AT 1950Z CWEG-
AMEND GFACN31 CWUL 311745 ISSUE
WTN AREA BOUNDED BY /5042N12114W/30 W KAMLOOPS -/4911N11933W/OLIVER - /5019N11850W/30 NE KELOWNA - /5042N12114W/30 W KAMLOOPS. WTN AREA FQT VSBYS 1-3SM -SN OBSERVED. AREA MOVG EWD 20 KTS AND VSBYS GRADUALLY IMPROVG AFT 21Z.
END/GF
```

- WACN31 CWEG 311950 : Titre du bulletin (WACN31= Airmet canadien), centre émetteur (CWEG = Winnipeg) et temps d'émission (31e jour du mois à 19h50 TU) ;
- AIRMET A1 ISSUED AT 1950Z CWEG- : Airmet A1 émis à 19h50 TU par CWEG ;
- AMEND GFACN31 CWUL 311745 ISSUE : modifie (AMEND) la prévision de zone 31 (GFA31) émise par le centre de Montréal (CWUL) le 31 à 17h45 TU ;
- WTN AREA BOUNDED BY /5042N12114W/30 W KAMLOOPS -/4911N11933W/OLIVER - /5019N11850W/30 NE KELOWNA - /5042N12114W/30 W KAMLOOPS. : à l'intérieur d'une zone bordée par 50° 42'N 121°14'O - 30 milles à l'ouest de Kamloops - 49°11'N 199°33O - Oliver - 50°19'N 188°50'O - 30 milles au nord-est de Kamloops - 50°42'N 121°14'O et 30 milles ouest de Kamloops.
- WTN AREA FQT VSBYS 1-3SM -SN OBSERVED. AREA MOVG EWD 20 KTS AND VSBYS GRADUALLY IMPROVG AFT 21Z. : à l'intérieur de cette zone, fréquente visibilité de 1 à 3 milles terrestres et faible neige observées. La zone se déplace vers l'est à 20 nœuds et la visibilité s'améliorera graduellement après 21h TU ;
- END/GF : FIN et signature du météorologue émetteur.